# Taraba major
Taraba major là một loài chim trong họ Thamnophilidae.
Đây là loài định cư sinh sản tại vùng nhiệt đới New World ở miền nam Mexico, Trung Mỹ, Trinidad và Nam Mỹ xuống miền bắc Argentina và miền đông nam Brazil.